# Grimus (groupe)
Pour les articles homonymes, voir Grimus.
Grimus est un groupe roumain de rock alternatif, originaire de Cluj-Napoca, en Transylvanie.

## Historique
Le groupe est formé en 2006 à Cluj-Napoca, en Transylvanie, initialement sous le nom de Revers, où les cinq premiers membres poursuivaient leurs études universitaires. La même année, après plusieurs modifications dans la composition du groupe, Grimus sort un album démo. La chanson Solitude, présente sur cet album, est déclarée « chanson de l'année 2006 » par la station City FM Radio.
En 2007, ils décident de se rebaptiser d'après le premier roman de Salman Rushdie, Grimus. Au cours de la même année, le groupe était déjà invité à jouer sur les scènes de la plupart des festivals rock de Roumanie. À partir de 2007, plusieurs concerts du groupe ont été diffusés par les chaînes nationales roumaines. En octobre 2007, Grimus remporte les finales nationales du Global Battle of the Bands,,, et à ce titre, représentera la Roumanie dans la compétition mondiale déroulée à Londres.
En 2008, Grimus enregistre et publie son premier album studio, Panikon, qui est bien accueilli par la presse spécialisée, et récompensé dans la catégorie de « meilleur alum roumain de 2008 » par muzicisifaze.com. Leur premier single, Backseat Driver, devient un succès après quatre semaines passées premier au top 40 de la chaine de radio roumaine Guerrilla Radio, et 5e sur Romtop at City FM.
En août 2010, le groupe donne un concert (gratuit) au festival FânFest. En 2012, le groupe publie le single Nature Falls qui atteint les classements musicaux locaux. En 2016, Grimus chante en concert avec Queen et Adam Lambert.

## Discographie

### Albums studio
- 2008 : Panikon
- 2011 : Egretta
- 2014 : Emergence

### Démos et singles
- 2006 : Demo
- 2010 : Umbre
- 2010 : Started
- 2011 : Face the Light
- 2012 : In Your Eyes
- 2013 : High
- 2014 : The Hell I'm In
- 2014 : Selfie
- 2015 : Ultima Oara
- 2016 : Vom Lupta
- 2016 : Culoare